# Eunice Brookman-Amissah
Eunice Brookman-Amissah – ghańska polityk, lekarka i feministka.
W latach 1992–1995 była pierwszą kobietą na stanowisku wiceprezydenta Ghańskiego Stowarzyszenia Medycznego. W latach 1996–1998 stała na czele ghańskiego Ministerstwa Zdrowia. Była ambasadorką Ghany w Holandii. Jako reprezentantka krajowa Ipas, organizacji działającej na rzecz praw reprodukcyjnych kobiet, w latach 1994–1996 wdrożyła program opieki poaborcyjnej nad kobietami. Od czerwca 2001 roku jest prezydentką afrykańskiego programu Ipas. Członkini brytyjskiego Królewskiego Stowarzyszenia Medycyny. Od 2004 roku ma status reprezentantki w Komisji Gospodarczej Narodów Zjednoczonych ds. Afryki.

## Życie prywatne
Jej ojczymem był anglikański biskup.